# Navadno korenje
Navadno korenje tudi samo korenje (znanstveno ime Daucus carota  subsp. sativus) je rastlina s približno 50 cm visokimi listi in debelo korenino. Najbolj priljubljene vrste korenja imajo večjo korenino oranžne barve, ki se običajno goji kot vrtna zelenjava in se uporablja za prehrano ljudi ali živali. Korenje lahko uživamo tako surovo kot kuhano. Tako kot ostale vrste zelenjave se tudi korenje običajno pojmuje kot zdrava prehrana, saj vsebuje različne rudnine in vitamine.

## Uporaba
| Korenje, surovo Hranilna vrednost na 100 g | Korenje, surovo Hranilna vrednost na 100 g |
| --- | ------------------------------------------ |
| Energija: 40 kcal 170 kJ |                                            |
| \| Ogljikovi hidrati: \| 9 g \| \| - sladkorji: 5 g \| \| \| - vlaknine: 3 g \| \| \| Maščobe: \| 0.2 g \| \| Beljakovine: \| 1 g \| \| Vitamin A ekviv. 835 μg \| 93% \| \| - β-karoten 8285 μg \| 77% \| \| Tiamin (vit. B1): 0.04 mg \| 3% \| \| Riboflavin (vit. B2) 0.05 mg \| 3% \| \| Niacin (vit. B3): 1.2 mg \| 8% \| \| Vitamin B6 0.1 mg \| 8% \| \| Folati (vit. B9): 19 μg \| 5% \| \| Vitamin C: 7 mg \| 12% \| \| Kalcij: 33 mg \| 3% \| \| Železo: 0.66 mg \| 5% \| \| Magnezij: 18 mg \| 5% \| \| Fosfor: 35 mg \| 5% \| \| Kalij: 240 mg \| 5% \| \| Natrij: 2.4 mg \| 0% \| |                                            |
| Odstotki so podani glede na ameriška priporočila za odrasle. |                                            |
| Ogljikovi hidrati: | 9 g                                        |
| - sladkorji: 5 g |                                            |
| - vlaknine: 3 g |                                            |
| Maščobe: | 0.2 g                                      |
| Beljakovine: | 1 g                                        |
| Vitamin A ekviv. 835 μg | 93%                                        |
| - β-karoten 8285 μg | 77%                                        |
| Tiamin (vit. B1): 0.04 mg | 3%                                         |
| Riboflavin (vit. B2) 0.05 mg | 3%                                         |
| Niacin (vit. B3): 1.2 mg | 8%                                         |
| Vitamin B6 0.1 mg | 8%                                         |
| Folati (vit. B9): 19 μg | 5%                                         |
| Vitamin C: 7 mg | 12%                                        |
| Kalcij: 33 mg | 3%                                         |
| Železo: 0.66 mg | 5%                                         |
| Magnezij: 18 mg | 5%                                         |
| Fosfor: 35 mg | 5%                                         |
| Kalij: 240 mg | 5%                                         |
| Natrij: 2.4 mg | 0%                                         |